# تالیا چیارلی
تالیا چیارلی (به انگلیسی: Talia Chiarelli) ژیمناست زادهٔ ۱۲ مهٔ ۱۹۹۵ میلادی اهل کشور کانادا است.